# Roy (Nuevo México)
Roy es una villa ubicada en el condado de Harding en el estado estadounidense de Nuevo México. En el Censo de 2010 tenía una población de 234 habitantes y una densidad poblacional de 44,2 personas por km².

## Geografía
Roy se encuentra ubicada en las coordenadas 35°56′42″N 104°11′47″O / 35.94500, -104.19639. Según la Oficina del Censo de los Estados Unidos, Roy tiene una superficie total de 5.29 km², de la cual 5.29 km² corresponden a tierra firme y (0%) 0 km² es agua.

## Demografía
Según el censo de 2010, había 234 personas residiendo en Roy. La densidad de población era de 44,2 hab./km². De los 234 habitantes, Roy estaba compuesto por el 83.76% blancos, el 0.85% eran afroamericanos, el 1.28% eran amerindios, el 0% eran asiáticos, el 0% eran isleños del Pacífico, el 12.39% eran de otras razas y el 1.71% pertenecían a dos o más razas. Del total de la población el 58.12% eran hispanos o latinos de cualquier raza.